# Melanichneumon dilucidus
Melanichneumon dilucidus là một loài tò vò trong họ Ichneumonidae.